# Lentinula raphanica
Lentinula raphanica är en svampart som först beskrevs av William Alphonso Murrill, och fick sitt nu gällande namn av Mata & R.H. Petersen 2001. Lentinula raphanica ingår i släktet Lentinula och familjen Marasmiaceae.   Inga underarter finns listade i Catalogue of Life.